# Upplands runinskrifter 186
Upplands runinskrifter 186 är en vikingatida runsten av granit i Gillberga, Össeby-Garns socken och Vallentuna kommun. Runstenen är 1,6 meter hög, 1,58 meter bred och 0,44 meter tjock. Runhöjden är 10-12 centimeter. Ristningen består av två motställda djurslingor, krönta av ett kors. Stenen står troligen på sin ursprungliga plats. Stenen kan ha stått vid stranden av en liten vik, som nu är borta, till Garnsviken.
Stenen är en del av ett monument, resta till minne av Jarger, sammanlagt bestående av tre stenar, ristade av samma runristare i Gillberga. De andra två är U 187 och U 188. Alla tre stenarna är prydda med enkla Sankt Georgskors.

## Inskriften
Translitterering av runraden:
trani × uk × osbiarn þiʀ litu risa × stin × þina iftiʀ × iarkiʀ faþur sin kuþan
Normalisering till runsvenska:
Trani ok Asbiorn þæiʀ letu ræisa stæin þenna æftiʀ Iargæiʀ, faður sinn goðan.
Översättning till nusvenska:
Trane och Asbjörn de läto resa denna sten efter Jarger, sin gode fader.